# 월리학
월리학, 월면학 또는 셀레노그래피(Selenography)는 달의 표면과 물리적 특징에 대한 연구이다. 지리학 및 지형학과 마찬가지로 셀레노그래피는 행성 과학 분야의 하위 분야이다. 역사적으로 월리학자(셀레노그래퍼)의 주요 관심사는 바다, 분화구, 산맥 및 기타 다양한 특징을 식별하는 달의 지형을 매핑하고 이름을 지정하는 것이었다. 이 작업은 초기 우주 시대에 우주선을 선회하여 달의 가까운 쪽과 먼 쪽의 고해상도 이미지를 얻었을 때 대부분 완료되었다. 그럼에도 불구하고 달의 일부 지역(특히 극 근처)은 이미지가 제대로 표시되지 않으며 분화구 깊이와 같은 많은 기능의 정확한 위치는 몇 킬로미터로 불확실하다. 오늘날 셀레노그래피는 셀레놀로지(selenology)의 하위 분야로 간주되며, 셀레노그래피 자체는 단순히 "달 과학"(lunar science)으로 가장 자주 언급된다. 셀레노그래피라는 단어는 그리스어 Σελήνη(Selene, 달을 의미)와 γράφω graphō(쓰기를 의미)에서 파생된다.

## 같이 보기
- 달의 중력
- 구글 어스
- 달의 바다
- 행성과학
- 월면좌표계
- 달의 바다 목록
- 달분화구 목록